# Team & Struppi
Team & Struppi war ein deutsches Kabarett-Duo aus Norddeutschland, bestehend aus dem Kabarettisten Moritz Neumeier und Jasper Diedrichsen. Seit 2015 treten beide nicht mehr gemeinsam unter dem Namen "Team & Struppi" auf.

## Karriere
Die beiden arbeiten seit 2010 zusammen und nennen sich „Anarcho-Kabarett“. Ihr erstes Programm trug den Titel Die Machtergreifung, bei dem das Duo als radikale Politiker auftrat und Gesetze verabschiedete, Wahlkampfparolen zerpflückte sowie die Finanzkrise thematisierte.

## Auszeichnungen
- 2010: Gewinner des Team-Wettbewerbs der deutschsprachigen Poetry-Slam-Meisterschaften
- 2011: Bielefelder Kabarettpreis  1. Platz
- 2011: "Goldene Weißwurscht", München
- 2011: Silberner Rostocker Koggenzieher
- 2012: St. Ingberter Pfanne
- 2013: Deutscher Kleinkunstpreis, Förderpreis der Stadt Mainz.[2]